# Heugraben
Heugraben  är en ort och kommun i Österrike. Den ligger i distriktet Güssing i förbundslandet Burgenland, i den östra delen av landet, 120 km söder om huvudstaden Wien. Arean är 6,5 kvadratkilometer.